# Segnitite
La segnitite è un minerale appartenente al gruppo della dussertite descritto nel 1992 in base a un rotrovamento avvenuto a Broken Hill, Nuovo Galles del Sud, Australia.
Il nome del minerale è stato attribuito in onore del mineralogista australiano E. Ralph Segnit.
La segnitite è l'analogo della philipsbornite contenente ferro al posto dell'alluminio.
È molto simile alla beudantite tanto che in un primo tempo era stata confusa con essa.

## Morfologia
La segnitite è stata scoperta sotto forma di cristalli pseudoottaedrici di dimensione fino ad un millimetro, di croste drusacee e spongiformi di forma romboedrica. Sono stati trovati anche cristalli a forma di rombo di circa 5 mm.

## Origine e giacitura
La segnitite è stata trovata associata a beudantite, carminite, mimetite, bayldonite, agardite-(Y), goethite e coronadite. Si è formata per ossidazione della galena e dell'arsenopirite-löllingite.